# Fantoma lui Barbă Neagră
Fantoma lui Barbă Neagră (în engleză Blackbeard's Ghost) este o comedie fantastică din 1968, regizată de Robert Stevenson și avându-i în rolurile principale pe Peter Ustinov, Dean Jones⁠(d) și Suzanne Pleshette. A fost produs de Walt Disney Productions și Bill Walsh⁠(d). Este inspirat din romanul cu același nume din 1965 al lui Ben Stahl⁠(d) și a fost filmat la studiourile Walt Disney.

## Distribuție
- Peter Ustinov — căpitanul Barbă Neagră
- Dean Jones⁠(d) — Steve Walker
- Suzanne Pleshette — Jo Anne Baker
- Elsa Lanchester — Emily Stowecroft
- Joby Baker⁠(d) — Silky Seymour
- Elliott Reid — comentatorul TV
- Richard Deacon⁠(d) — Dean Roland Wheaton
- Norman Grabowski⁠(d) — Virgil
- Kelly Thordsen — polițistul pe motocicletă
- Michael Conrad⁠(d) — Pinetop Purvis
- Herbie Faye⁠(d) as Croupier
- George Murdock⁠(d) — funcționarul șef
- Hank Jones⁠(d) — Gudger Larkin
- Ned Glass⁠(d) — Teller
- Gil Lamb⁠(d) — chelnerul
- Alan Carney⁠(d) — barmanul
- Ted Markland⁠(d) — Charles
- Lou Nova⁠(d) — Leon
- Charlie Brill⁠(d) — Edward
- Herb Vigran⁠(d) — Danny Oly
- William Fawcett — dl Ainsworth, funcționarul bancar
- Betty Bronson⁠(d) — bătrână
- Elsie Baker⁠(d) — bătrână
- Kathryn Minner⁠(d) — bătrână
- Sara Taft — bătrână

## Recepție
Fantoma lui Barbă Neagră are un rating de aprobare de 82% pe site-ul Rotten Tomatoes, pe baza recenziilor a 11 critici.